# Mwenge Catholic University
Die Mwenge Catholic University (MWECAU) ist eine staatlich anerkannte Privatuniversität in Moshi im Nordosten von Tanzania. Sie gehört der katholischen Bischofskonferenz von Tansania und hatte im Studienjahr 2016/17 rund 4000 Studenten bei 107 Dozenten.

## Lage
Moshi liegt in der Region Kilimandscharo am Fuße des Kilimandscharo in 1000 Meter Seehöhe. Das Klima ist gemäßigt. Die Universität befindet sich zehn Kilometer nördlich des Stadtzentrums. Der Flughafen Kilimanjaro liegt 36 Kilometer westlich von Moshi. Vom Stadtzentrum erreicht man die Universität in 10 Minuten mit dem Auto. Die Busstation Ushirika Wa Neema ist einen Kilometer vom Campus entfernt.

## Geschichte
Die Gründung des St. Josephs Teachers College im Jahr 2001 erfolgte, um naturwissenschaftliche Lehrer für Sekundarschulen auszubilden. Vier Jahre später wurde das College in die St. Augustine Universität eingegliedert und 2014 zur eigenständigen Universität erhoben.

## Studienangebot
Die Universität bietet ein- und zweijährige Kurzstudien, Ausbildung zum Bachelor, Master-Studien in den Bereichen Pädagogik und Betriebswirtschaft, Ausbildung zum Doktor der Philosophie und postgraduales Studium.
Für diese Ausbildung stehen drei Fakultäten zur Verfügung:
- Die Fakultät für Naturwissenschaften bietet die Ausbildung zum Bachelor in Mathematik und Statistik, Informatik und allgemeiner Chemie an.[7]
- Die Pädagogische Fakultät umfasst die Ausbildung zum Bachelor, Master und zum Doktor der Philosophie.[8]
- Die Fakultät für Sozial-, Geistes- und Wirtschaftswissenschaften bietet verschiedene Bachelor-Studien, den Master der Betriebswirtschaftslehre und postgraduale Ausbildung an.[9]

## Zusatzangebote
Die Mwenge Catholic Universität bietet an:
- Bibliothek: Die Bibliothek umfasst 45.000 Bücher und abonniert 8000 Journale.
- Computer: In den EDV-Räumlichkeiten und in der Bibliothek stehen 82 Computer zur Verfügung. Internet-Anbindung wird auch für Privatcomputer angeboten.
- Gesundheitsangebote: Auf dem Campus befindet sich ein Gesundheitszentrum. Im Bedarfsfall werden Studenten und Mitarbeiter der Universitär einem umliegenden Krankenhaus zugewiesen.
- Unterkunft: Auf dem Campus gibt es eine begrenzte Anzahl von Unterkünften für Studenten.

## Rangliste
Von EduRank wird die Universität als 23. in Tanzania, als Nummer 713 in Afrika und 12.339 weltweit geführt (Stand 2021).